# Litogynodiastylis inepta
Litogynodiastylis inepta is een zeekommasoort uit de familie van de Gynodiastylidae. De wetenschappelijke naam van de soort is voor het eerst geldig gepubliceerd in 1951 door Hale.